# Plectranthias
Plectranthias là một chi cá biển thuộc phân họ Anthiadinae trong họ Cá mú. Duy chỉ một loài có phạm vi phân bố ở Đại Tây Dương, là Plectranthias garrupellus, tất cả các loài còn lại có phạm vi phân bố ở Ấn Độ Dương và Thái Bình Dương. Rất nhiều loài trong chi này chỉ được tìm thấy ở một vài khu vực nhất định.

## Từ nguyên
Từ định danh plectranthias được ghép bởi hai âm tiết trong tiếng Hy Lạp cổ đại: plêktron và anthias, hàm ý có lẽ đề cập đến P. anthioides, loài điển hình của chi này ban đầu thuộc chi Plectropomus, cũng như mối quan hệ với các loài Anthiadidae khác.

## Các loài
Tính đến năm 2025, có 67 loài được công nhận trong chi này, bao gồm:
- Plectranthias ahiahiata Shepherd, Phelps, Pinheiro, Pérez-Matus & Rocha, 2018[4]
- Plectranthias alcocki Bineesh, Akhilesh, Gopalakrishnan & Jena, 2014[5]
- Plectranthias alleni Randall, 1980
- Plectranthias altipinnatus Katayama & Masuda, 1980
- Plectranthias anthioides Günther, 1872
- Plectranthias bauchotae Randall, 1980
- Plectranthias bennetti Allen & Walsh, 2015[6]
- Plectranthias bilaticlavia Paulin & Roberts, 1987
- Plectranthias cirrhitoides Randall, 1980
- Plectranthias elaine Heemstra & Randall, 2009[7]
- Plectranthias elongatus Wu, Randall & Chen, 2011[8]
- Plectranthias exsul Heemstra & Anderson, 1983
- Plectranthias ferrugineus Gill, Pogonoski, Moore & Johnson, 2021[9]
- Plectranthias fijiensis Raj & Seeto, 1983
- Plectranthias flammeus Williams, Delrieu-Trottin & Planes, 2013[10]
- Plectranthias foresti Fourmanoir, 1977
- Plectranthias fourmanoiri Randall, 1980
- Plectranthias gardineri Regan, 1908
- Plectranthias garrupellus Robins & Starck, 1961
- Plectranthias grahami Gill, Pogonoski, Moore & Johnson, 2021[9]
- Plectranthias helenae Randall, 1980
- Plectranthias inermis Randall, 1980
- Plectranthias intermedius Kotthaus, 1973
- Plectranthias japonicus Steindachner, 1883
- Plectranthias jothyi Randall, 1996[11]
- Plectranthias kamii Randall, 1980
- Plectranthias kelloggi Jordan & Evermann, 1903
- Plectranthias klausewitzi Zajonz, 2006[12]
- Plectranthias knappi Randall, 1996[11]
- Plectranthias lasti Randall & Hoese, 1995[13]
- Plectranthias longimanus Weber, 1913
- Plectranthias maculicauda Regan, 1914
- Plectranthias maekawa Wada, Senou & Motomura, 2018[14]
- Plectranthias maugei Randall, 1980
- Plectranthias mcgroutheri Gill, Pogonoski, Moore & Johnson, 2021[9]
- Plectranthias megalepis Günther, 1880
- Plectranthias megalophthalmus Fourmanoir & Randall, 1979
- Plectranthias moretonensis Gill, Pogonoski, Moore & Johnson, 2021[9]
- Plectranthias morgansi Smith, 1961
- Plectranthias nanus Randall, 1980
- Plectranthias nazcae Anderson, 2008
- Plectranthias pallidus Randall & Hoese, 1995[13]
- Plectranthias parini Anderson & Randall, 1991
- Plectranthias pelicieri Randall & Shimizu, 1994[15]
- Plectranthias raki Shepherd, Pinheiro, Najeeb, Rocha & Rocha, 2025[16]
- Plectranthias randalli Fourmanoir & Rivaton, 1980
- Plectranthias retrofasciatus Fourmanoir & Randall, 1979
- Plectranthias robertsi Randall & Hoese, 1995[13]
- Plectranthias rubrifasciatus Fourmanoir & Randall, 1979
- Plectranthias sagamiensis Katayama, 1964
- Plectranthias sheni Chen & Shao, 2002[17]
- Plectranthias takasei Gill, Tea & Senou, 2016[18]
- Plectranthias taylori Randall, 1980
- Plectranthias vexillarius Randall, 1980
- Plectranthias wheeleri Randall, 1980
- Plectranthias whiteheadi Randall, 1980
- Plectranthias winniensis Tyler, 1966
- Plectranthias xanthomaculatus Wu, Randall & Chen, 2011[8]
- Plectranthias yamakawai Yoshino, 1972